# Galeton (Pensilvania)
Galeton es un borough ubicado en el condado de Potter en el estado estadounidense de Pensilvania. En el año 2000 tenía una población de 1.325 habitantes y una densidad poblacional de 730.8 personas por km².

## Geografía
Galeton se encuentra ubicado en las coordenadas 41°43′56″N 77°38′41″O / 41.73222, -77.64472.

## Demografía
Según la Oficina del Censo en 2000 los ingresos medios por hogar en la localidad eran de $27,727 y los ingresos medios por familia eran $30,463. Los hombres tenían unos ingresos medios de $26,797 frente a los $18,487 para las mujeres. La renta per cápita para la localidad era de $13,095. Alrededor del 13.6% de la población estaba por debajo del umbral de pobreza.